# Dun Leia
Pour les articles homonymes, voir Dun.
Dun Leia était un groupe de musique français, actif de 1998 à 2002, composé des deux chanteuses Katel et Skye.

## Histoire du groupe
Originaires de Caen, Katel (Karen Lohier) et Skye (Elodie Legros) se sont rencontrées au lycée. Après un séjour au sein du groupe Kétilomah, avec lequel elles sortent un album autoproduit, elles forment leur duo et signent sur le label Murrayfield.
Dun Leïa est tout d'abord apparu avec un titre acoustique sur la compilation Les Voix de la Liberté avec Ray Charles, Dee Dee Bridge Water et Native. Dun Leïa enregistre un premier mini-album intitulé Ton égal en décembre 1998 au studio Véga en coréalisation avec Dave Allen et le mixe à Londres avec Al Clay.
À la suite du succès de leur single Ton égal, Dun Leïa ont entamé, début 2000, une tournée française de 30 dates qui s'est terminée le 14 juillet aux Francofolies de La Rochelle. 
Pour leur premier album, intitule Chasser l'écume, les deux jeunes femmes ont tenu à s'entourer de musiciens qui connaissent bien leur musique depuis longtemps : un véritable esprit de groupe pour des chansons rock et mélodiques. 
Le groupe se sépare en 2002, les 2 chanteuses ayant décidé de prendre des chemins musicaux différents.

## Composition du groupe
- Elodie Legros, alias Skye
- Karen Lohier, alias Katel

## Discographie
- 1999 : Ton égal
- 2000 : Chasser l'écume